# Zdenekius smithi
Zdenekius smithi är en stekelart som beskrevs av Grissell 1993. Zdenekius smithi ingår i släktet Zdenekius och familjen gallglanssteklar. Inga underarter finns listade i Catalogue of Life.